# In the Dark of the Night
«Во мраке ночи» (англ. In the Dark of the Night) — песня из мультфильма 1997 года «Анастасия». Исполнена главным антагонистом мультфильма Григорием Распутиным, вокал которого озвучил Джим Каммингс. В русском дубляже песню исполнил Александр Буйнов.
Автор текста — Линн Аренс, композитор — Стивен Флаэрти. Песня была спродюсирована Джимом Стейнманом.

## Происхождение
Распутин застрял в чистилище, поскольку его проклятие против семьи Романовых не смогло убить единственного выжившего члена — великую княжну Анастасию Николаевну. Когда летучая мышь-альбинос Барток воссоединяется с Распутиным в чистилище, злодей оплакивает потерю своего заколдованного реликвария — дара тёмных сил, с помощью которого можно убить Романовых.
Песня начинается с того, что Барток, которого тот же реликварий доставил в чистилище, возвращает его Распутину. Радуясь, Распутин поёт о своём плане отомстить Анастасии за то, что она избежала его первоначального нападения («Я мстил, как мстит Сатана, спаслась только чудом одна! Берегись, Распутин сочтётся с тобой...»).
Когда песня заканчивается, он вызывает своих демонических миньонов из реликвария и отправляет их уничтожить поезд, в котором едет Анастасия.

## Критика
Веб-сайт, посвящённый обзору фильмов, FilmTracks написал следующее:

Песня злодея для Распутина не особенно популярна, и некоторые могут даже пожелать, чтобы Кристофер Ллойд попробовал свой собственный вокал. Тем не менее, глубокий мужской вокал в сочетании с высокими женскими призрачными привидениями очень креативны, а выдающаяся лирика и прекрасный баланс между русским думом и мраком и легкой комедией, необходимой для жанра, выполнены прилично. В этой песне также хорошо обработана область баса.Оригинальный текст (англ.)The villain's song for Rasputin isn't particularly popular, and some may even wish that Christopher Lloyd had attempted his own vocals. Yet, the deep male vocals paired with high female ghost hauntings are very creative, and outstanding lyrics and a fine balance between the Russian doom and gloom and the slight comedy needed for the genre is decently accomplished. The bass region is well treated in this song, too

Вебсайт DVDTalk, посвящённый домашнему видео, описывает песню как грандиозную. Animation World Network описал «Во мраке ночи» как «прекрасную смесь рока и традиционной русской хоровой музыки с группой червяков, обеспечивающих поддержку».

## В мюзикле
Хотя эта песня не используется в адаптированном из фильма мюзикле, как и Распутин с Бартоком, которые были заменены большевистским генералом, финальная мелодия («Эй, вся нечисть, что мне подвластна…») широко используется в новой песне «Stay, I Pray You». Обозреватель американского журнала Playbill Стивен Флаэрти заметил, что, несмотря на совершенно другой контекст, повторно использованная мелодия сработала «на удивление хорошо».